# Oppenweiler
Oppenweiler är en kommun i Rems-Murr-Kreis i regionen Stuttgart i Regierungsbezirk Stuttgart i förbundslandet Baden-Württemberg i Tyskland.
Kommunen ingår i kommunalförbundet Backnang tillsammans med staden Backnang och kommunerna Allmersbach im Tal, Althütte, Aspach, Auenwald, Burgstetten, Kirchberg an der Murr och Weissach im Tal.